# Coupe de Gibraltar de football 2021-2022
Navigation
Saison 2020-2021 Saison 2022-2023
La Coupe de Gibraltar 2021-2022 est la 64e édition de la Rock Cup (appelée Gibtelecom Rock Cup pour des raisons de parrainage).

## Format
Prenant place entre les mois de février et de mai 2022, la compétition se décompose en quatre phases allant du premier tour jusqu'à la finale. L'intégralité des matchs sont joués au Victoria Stadium de Gibraltar.
Les participants au tournoi sont les douze équipes évoluant au sein de l'unique division du championnat gibraltarien pour la saison 2021-2022 auxquelles s'ajoute le FC Hound Dogs, qui évolue au sein de la Ligue intermédiaire (en), réservée aux équipes de jeunes.
Le vainqueur de la compétition obtient une place pour le tour préliminaire de la Ligue Europa Conférence 2022-2023. Cependant, si le vainqueur vient à se qualifier pour la Ligue des champions ou à la Ligue Europa Conférence par le biais le championnat, cette place qualificative est réattribuée au troisième de cette dernière compétition. Le vainqueur de la coupe obtient également une place pour la Supercoupe disputée face au champion de première division, celle-ci étant réattribuée au deuxième du championnat si le champion remporte également la coupe.

## Résultats

### Premier tour
Huit des douze clubs engagés prennent part au premier tour, les Bruno's Magpies passent directement en quarts de finale en remportant le GFA Trophy Challenge, lors de la saison dernière. Après le tirage au sort, trois équipes restantes passent directement en quarts de finale, le Europa Point, Lions Gibraltar et Mons Calpe
| Date           | Équipe 1          | Résultat          | Équipe 2         |
| -------------- | ----------------- | ----------------- | ---------------- |
| 5 février 2022 | Europa FC         | 6 - 1             | Lynx FC          |
| 5 février 2022 | Saint Joseph's FC | 9 - 0             | FC Hound Dogs    |
| 6 février 2022 | Glacis United     | 0 - 0 (3 - 5 tab) | College 1975     |
| 6 février 2022 | Manchester 62     | 2 - 5             | Lincoln Red Imps |

### Quarts de finale
| Date         | Équipe 1          | Résultat          | Équipe 2         |
| ------------ | ----------------- | ----------------- | ---------------- |
| 8 mars 2022  | Mons Calpe        | 1 - 1 (3 - 4 tab) | Europa FC        |
| 9 mars 2022  | Saint Joseph's FC | 1 - 1 (3 - 4 tab) | College 1975     |
| 10 mars 2022 | Lions Gibraltar   | 0 - 3             | Lincoln Red Imps |
| 10 mars 2022 | Bruno's Magpies   | 3 - 0             | Europa Point     |

### Demi-finales
| Date          | Équipe 1         | Résultat | Équipe 2        |
| ------------- | ---------------- | -------- | --------------- |
| 19 avril 2022 | Lincoln Red Imps | 5 - 0    | College 1975    |
| 20 avril 2022 | Europa FC        | 1 - 3    | Bruno's Magpies |

### Finale
| 7 mai 2022 | Lincoln Red Imps       | 2 - 1   | Bruno's Magpies | Victoria Stadium |  |
| 17:00      | Añón 89e · Ronan 90+1e | (0 - 1) | 45+1e Sastrie   |                  |  |
| 17:00      | Rapport                |         |                 |                  |  |